# Języki sepik-ramu
Języki sepik-ramu – hipotetyczna rodzina języków używanych w Papui-Nowej Gwinei.
Przykłady języków: język abau, język abelam, język adjora, język aiome, język ak, język akrukay, język alamblak, język alfendio, język amal, język andarum, język angal, język angaua, język angoram, język anor, język aramo, język asienara, język atemple, język autu, język awar, język awun, język awyi, język banaro, język banihemo, język bikaru, język biksi, język bisis, język bitara, język biwat, język boiken, język bosman, język bouye, język breri, język bun, język chambri, język changriwa, język chenapian, język duranmin, język gabiano, język gamei, język gapun, język giri, język gorovu, język hewa, język iatmul, język igana, język igom, język itutang, język iwam, język kaian, język kalou, język kambot, język kaningara, język kapriman, język karawa, język karawari, język kominimung, język kopar, język kwanga, język kwasengen, język kwoma, język langam, język manambu, język mayo, język meakambut, język mehek, język mekmek, język midsivindi, język mikarew, język miyak, język mongol, język murik, język namie, język pahi, język papi, język pasi, język piame, język pinai, język rao, język romkun, język sanio, język sawos, język sepen, język sumariup, język tangu, język tanguat, język tuwari, język waibuk, język walio, język wapi, język wogamusin, język yabio, język yaul, język yerakai, język yimas